# Futbol'ny Klub BATĖ 2021
Questa voce raccoglie le informazioni riguardanti il BATĖ Borisov nelle competizioni ufficiali della stagione 2021.

## Maglie e sponsor
Per la stagione 2021, il fornitore tecnico è Adidas, mentre gli sponsor ufficiali sono Belarus e Pari Match.
| 1ª divisa | 2ª divisa |

## Rosa
| N. |                        | Ruolo | Calciatore            |
| -- | ---------------------- | ----- | --------------------- |
| 4  | Serbia (bandiera)      | D     | Aleksandar Filipović  |
| 5  | Bielorussia (bandiera) | C     | Jaŭhen Jablonski      |
| 6  | Bielorussia (bandiera) | C     | Sjarhej Volkaŭ        |
| 7  | Bielorussia (bandiera) | C     | Valeryj Hramyka       |
| 8  | Bielorussia (bandiera) | C     | Stanislaŭ Drahun      |
| 10 | Uzbekistan (bandiera)  | A     | Shokhboz Umarov       |
| 11 | Bielorussia (bandiera) | A     | Anton Saroka          |
| 11 | Ucraina (bandiera)     | A     | Dmytro Jusov          |
| 13 | Bielorussia (bandiera) | C     | Mikalaj Sihnevič      |
| 14 | Montenegro (bandiera)  | D     | Boris Kopitović       |
| 15 | Bielorussia (bandiera) | A     | Maksim Skavyš         |
| 16 | Bielorussia (bandiera) | P     | Andrėj Kudravec       |
| 17 | Bielorussia (bandiera) | D     | Danila Njačaeŭ        |
| 18 | Islanda (bandiera)     | C     | Willum Þór Willumsson |
| 19 | Bielorussia (bandiera) | C     | Dzmitryj Bjassmertny  |
| 21 | Bielorussia (bandiera) | C     | Maksim Bardačoŭ       |
| 22 | Bielorussia (bandiera) | C     | Aljaksej Nasko        |

| N. |                        | Ruolo | Calciatore           |
| -- | ---------------------- | ----- | -------------------- |
| 23 | Bielorussia (bandiera) | D     | Zachar Volkaŭ        |
| 25 | Russia (bandiera)      | C     | Pavel Karasëv        |
| 26 | Serbia (bandiera)      | A     | Nemanja Milić        |
| 27 | Bielorussia (bandiera) | D     | Pavel Rybak          |
| 32 | Croazia (bandiera)     | D     | Jakov Filipović      |
| 33 | Bielorussia (bandiera) | C     | Pavel Njachajčyk     |
| 35 | Bielorussia (bandiera) | P     | Anton Čyčkan         |
| 44 | Bielorussia (bandiera) | D     | Uladzislaŭ Mal'kevič |
| 47 | Bielorussia (bandiera) | C     | Ilja Vasilevič       |
| 48 | Bielorussia (bandiera) | P     | Dzjanis Ščarbicki    |
| 51 | Bielorussia (bandiera) | P     | Vjačaslaŭ Derhačeŭ   |
| 55 | Bielorussia (bandiera) | D     | Sjamën Lazarčyk      |
| 74 | Bielorussia (bandiera) | D     | Mikita Supranovič    |
| 77 | Nigeria (bandiera)     | A     | Nuradeen Idris       |
| 92 | Bielorussia (bandiera) | D     | Maksim Valadz'ko     |
| 99 | Bielorussia (bandiera) | A     | Arcëm Šumanski       |

## Calciomercato

### Sessione invernale
| Acquisti | Acquisti           | Acquisti            | Acquisti      |
| R.       | Nome               | da                  | Modalità      |
| -------- | ------------------ | ------------------- | ------------- |
| P        | Aljaksandr Svirski | Spadarožnik Rėčica  | fine prestito |
| D        | Sjamën Lazarčyk    | Islač               | definitivo    |
| D        | Danila Njačaeŭ     | Belšyna             | definitivo    |
| D        | Pavel Rybak        | Islač               | svincolato    |
| D        | Maksim Valadz'ko   | Tambov              | svincolato    |
| C        | Aljaksej Nasko     | Ėnerhetyk-BDU Minsk | definitivo    |
| C        | Pavel Karasëv      | Tambov              | svincolato    |
| C        | Sjarhej Volkaŭ     | Vicebsk             | definitivo    |
| A        | Mikalaj Sihnevič   | Chimki              | definitivo    |
| A        | Shokhboz Umarov    | Ėnerhetyk-BDU Minsk | fine prestito |

| Cessioni | Cessioni             | Cessioni          | Cessioni      |
| R.       | Nome                 | a                 | Modalità      |
| -------- | -------------------- | ----------------- | ------------- |
| P        | Aljaksandr Svirski   | Orša              | svincolato    |
| D        | Jahor Filipenka      | Šachcër Salihorsk | svincolato    |
| D        | Bojan Nastić         | Jagiellonia       | definitivo    |
| C        | Dzmitryj Baha        | Liepāja           | svincolato    |
| C        | Maksim Mjakiš        | Islač             | prestito      |
| C        | Hervaine Moukam      |                   | svincolato    |
| C        | Ihar Stasevič        | Šachcër Salihorsk | svincolato    |
| C        | Aljaksandr Valadz'ko |                   | fine carriera |
| A        | Bojan Dubajić        |                   | svincolato    |

### Sessione estiva
| Acquisti | Acquisti        | Acquisti      | Acquisti   |
| R.       | Nome            | da            | Modalità   |
| -------- | --------------- | ------------- | ---------- |
| C        | Maksim Bardačoŭ | Tarpeda-BelAZ | definitivo |
| C        | Valeryj Hramyka | Arsenal Tula  | prestito   |
| A        | Dmytro Jusov    | Islač         | definitivo |

| Cessioni | Cessioni             | Cessioni          | Cessioni   |
| R.       | Nome                 | a                 | Modalità   |
| -------- | -------------------- | ----------------- | ---------- |
| D        | Sjamën Lazarčyk      |                   | svincolato |
| D        | Uladzislaŭ Mal'kevič | Slavija-Mazyr     | prestito   |
| A        | Nuradin Idris        | Smarhon'          | prestito   |
| A        | Anton Saroka         | Nëman             | svincolato |
| A        | Maksim Skavyš        | Šachcër Salihorsk | definitivo |

## Risultati

### Vyšėjšaja Liha

#### Girone d'andata
| Arbitro: | Dolja (Hrodna) |

|                                |           |  |
| Umarov 5’ Milić 57’ Skavyš 84’ | Marcatori |  |

| Brėst 20 marzo 2021, ore 18:00 UTC+3 2ª giornata | Dinamo Brėst       | 0 – 0 referto | BATĖ Borisov | OSK Brestkyj (4 203 spett.)\| Arbitro: \| Kurhcheli (Homel') \| |
| Arbitro:                                         | Kurhcheli (Homel') |               |              |                                                                 |

| Arbitro: | Scherbakov (Minsk) |

|                               |           |                        |
| Filipović 40’ Umarov 51’, 53’ | Marcatori | 31’ Vaskoŭ 88’ Salavej |

| Arbitro: | Šimusik (Asipovičy) |

|                         |           |                               |
| Kasarab 47’ Zinovič 64’ | Marcatori | 81’ Rybak 90+2’ (rig.) Skavyš |

| Arbitro: | Dolja (Hrodna) |

|                 |           |                     |
| Drahun 21’, 23’ | Marcatori | 30’ (rig.) Vasïl'ev |

| Arbitro: | Scherbakov (Minsk) |

|               |           |                                          |
| Kamaroŭski 7’ | Marcatori | 24’, 57’ Drahun 55’ Valadz'ko 70’ Skavyš |

| Arbitro: | Markov (Mahilëŭ) |

|            |           |  |
| Skavyš 12’ | Marcatori |  |

| Arbitro: | Dolja (Hrodna) |

|            |           |  |
| Darboe 20’ | Marcatori |  |

| Arbitro: | Kul'bakoŭ (Homel') |

|                                          |           |                           |
| Njachajčyk 25’ Drahun 72’ Willumsson 83’ | Marcatori | 19’ Šaŭčėnka 27’ Hračycha |

| Arbitro: | Horajutin (Minsk) |

|                                 |           |            |
| Umarov 31’ (rig.) Filipović 37’ | Marcatori | 7’ Jasinki |

| Arbitro: | Dolja (Hrodna) |

|                            |           |  |
| Skavyš 17’, 58’ Umarov 43’ | Marcatori |  |

| Arbitro: | Kurhcheli (Homel') |

|                                        |           |  |
| Njachajčyk 14’ Skavyš 76’ Sihnevič 83’ | Marcatori |  |

| Arbitro: | Vasilevič (Mazyr) |

|  |           |                      |
|  | Marcatori | 36’ Skavyš 67’ Milić |

| Arbitro: | Stecurin (Brėst) |

|                                          |           |  |
| Njachajčyk 26’ Sihnevič 55’ Skavyš 90+2’ | Marcatori |  |

| Vicebsk 4 luglio 2021, ore 16:00 UTC+3 15ª giornata | Vicebsk              | 0 – 0 referto | BATĖ Borisov | Stadio centrale (4 780 spett.)\| Arbitro: \| Sevastjanik (Hrodna) \| |
| Arbitro:                                            | Sevastjanik (Hrodna) |               |              |                                                                      |

#### Girone di ritorno
| Arbitro: | Horajutin (Minsk) |

|                                          |           |                                                             |
| Sasin 59’ (rig.) Alfred 67’ Buraev 90+4’ | Marcatori | 9’ Karasëv 18’ Jablonski 37’ Njachajčyk 41’ (aut.) Žaŭneraŭ |

| Arbitro: | Šimusik (Asipovičy) |

|  |           |                           |
|  | Marcatori | 70’ Sjadz'ko 73’ Miljutin |

| Arbitro: | Stecurin (Brėst) |

|                             |           |                                  |
| Vas'koŭ 45+1’ Vasyl'jev 87’ | Marcatori | 18’ Bjassmertny 70’ (rig.) Jusov |

| Arbitro: | Krasnikov (Hrodna) |

|              |           |  |
| Sihnevič 68’ | Marcatori |  |

| Arbitro: | Kul'bakoŭ (Homel') |

|                 |           |           |
| Ubaydullaev 12’ | Marcatori | 17’ Milić |

| Arbitro: | Stecurin (Brėst) |

|                                 |           |                              |
| Njachajčyk 53’ Jusov 83’ (rig.) | Marcatori | 23’ (rig.), 38’ (rig.) Sosah |

| Arbitro: | Onichimovski (Minsk) |

|              |           |                                                  |
| Leanovič 41’ | Marcatori | 21’ Njachajčyk 35’ Filipović 43’ (aut.) Jackevič |

| Arbitro: | Stecurin (Brėst) |

|              |           |  |
| Umarov 90+1’ | Marcatori |  |

| Arbitro: | Kul'bakoŭ (Homel') |

|                       |           |                           |
| Bakaj 60’ Kancavy 80’ | Marcatori | 39’ Filipović 42’ Hramyka |

| Rėčica 2 ottobre 2021 25ª giornata | Spadarožnik Rėčica | 0 – 3 (a tavolino) | BATĖ Borisov | Stadio centrale |

| Arbitro: | Dolja (Hrodna) |

|                                              |           |               |
| Kudravec 47’ (aut.) Žėrdzeŭ 64’ Barsukoŭ 86’ | Marcatori | 54’ Jablonski |

| Arbitro: | Scherbakov (Minsk) |

|  |           |                         |
|  | Marcatori | 60’ Jusov 88’ Jablonski |

| Arbitro: | Stecurin (Brėst) |

|               |           |              |
| Filipović 89’ | Marcatori | 67’ Klimovič |

| Arbitro: | Dolja (Hrodna) |

|  |           |                             |
|  | Marcatori | 57’, 78’ Sihnevič 81’ Jusov |

| Arbitro: | Scherbakov (Minsk) |

|                                                    |           |  |
| Hramyka 69’ Sihnevič 79’ Jablonski 87’ Jusov 90+3’ | Marcatori |  |

### Coppa di Bielorussia 2020-2021
| Arbitro: | Vasilevič (Mazyr) |

|                   |           |               |
| Sihnevič 31’, 53’ | Marcatori | 25’ Wanderson |

| Arbitro: | Vasilevič (Mazyr) |

|                                      |           |                                     |
| Krasnoŭ 22’ Diego Carioca 60’ (rig.) | Marcatori | 9’ Milić 16’ Bjassmertny 85’ Skavyš |

| Arbitro: | Kurhcheli (Homel') |

|                                                          |           |                |
| Willumsson 2’ Skavyš 35’ (rig.), 76’ Bardačoŭ 53’ (aut.) | Marcatori | 29’ Ancileŭski |

| Arbitro: | Vasilevič (Mazyr) |

|                |           |               |
| Ancileŭski 37’ | Marcatori | 30’ Filipović |

| Arbitro: | Stecurin (Brėst) |

|                      |           |                |
| Drahun 31’ Rybak 77’ | Marcatori | 59’ Kamaroŭski |

### Coppa di Bielorussia 2021-2022
| Arbitro: | Obelevski (Hrodna) |

|            |           |                                                                 |
| Makarov 2’ | Marcatori | 51’, 53’ Vasilevič 56’ Šarkoŭski 68’ Bjassmertny 85’, 88’ Idris |

| Arbitro: | Lašuk (Maladzečna) |

|             |           |                             |
| Žėrdzeŭ 51’ | Marcatori | 4’ Sihnevič 90+4’ Jablonski |

### Conference League
| Arbitro: | Kwçïn |

|  |           |                |
|  | Marcatori | 83’ Njachajčyk |

| Arbitro: | Schnyder |

|                 |           |                                                                     |
| Jablonski 45+2’ | Marcatori | 48’ (rig.) Mamuchashvili 59’ Flamarion 74’ Azarovi 90+5’ Pantsulaia |

### Supercoppa di Bielorussia
| Arbitro: | Kurhcheli (Homel') |

|                                                 |                      |                                                        |
| Kendyš Debelko Sačyŭka Filipenka Stasevič Hutar | Tiri di rigore 5 – 4 | Signevich Willumsson Skavyš Umarov Valadz'ko Jablonski |

## Statistiche

### Statistiche di squadra
| Competizione         | Punti | In casa | In casa | In casa | In casa | In casa | In casa | In trasferta | In trasferta | In trasferta | In trasferta | In trasferta | In trasferta | Totale | Totale | Totale | Totale | Totale | Totale | DR  |
| Competizione         | Punti | G       | V       | N       | P       | Gf      | Gs      | G            | V            | N            | P            | Gf           | Gs           | G      | V      | N      | P      | Gf     | Gs     | DR  |
| -------------------- | ----- | ------- | ------- | ------- | ------- | ------- | ------- | ------------ | ------------ | ------------ | ------------ | ------------ | ------------ | ------ | ------ | ------ | ------ | ------ | ------ | --- |
| Vyšėjšaja Liha       | 65    | 15      | 12      | 2       | 1       | 32      | 11      | 15           | 7            | 6            | 2            | 29           | 16           | 30     | 19     | 8      | 3      | 61     | 27     | +44 |
| Coppa di Bielorussia | -     | 2       | 2       | 0       | 0       | 6       | 2       | 5            | 4            | 1            | 0            | 14           | 6            | 7      | 6      | 1      | 0      | 20     | 8      | +12 |
| Conference League    | -     | 1       | 0       | 0       | 1       | 1       | 4       | 1            | 1            | 0            | 0            | 1            | 0            | 2      | 1      | 0      | 1      | 2      | 4      | -2  |
| Superkubak Belarusi  | -     | 0       | 0       | 0       | 0       | 0       | 0       | 1            | 0            | 1            | 0            | 0            | 0            | 1      | 0      | 1      | 0      | 0      | 0      | 0   |
| Totale               | 65    | 18      | 14      | 2       | 2       | 39      | 17      | 22           | 12           | 8            | 2            | 44           | 22           | 40     | 26     | 10     | 4      | 83     | 39     | +54 |

### Andamento in campionato
| Giornata  | 1 | 2 | 3 | 4 | 5 | 6 | 7 | 8 | 9 | 10 | 11 | 12 | 13 | 14 | 15 | 16 | 17 | 18 | 19 | 20 | 21 | 22 | 23 | 24 | 25 | 26 | 27 | 28 | 29 | 30 |
| --------- | - | - | - | - | - | - | - | - | - | -- | -- | -- | -- | -- | -- | -- | -- | -- | -- | -- | -- | -- | -- | -- | -- | -- | -- | -- | -- | -- |
| Luogo     | C | T | C | T | C | T | C | T | C | C  | C  | C  | T  | C  | T  | T  | C  | T  | C  | T  | C  | T  | C  | T  | T  | T  | T  | C  | T  | C  |
| Risultato | V | N | V | N | V | V | V | P | V | V  | V  | V  | V  | V  | N  | V  | P  | N  | V  | N  | N  | V  | V  | N  | V  | P  | V  | N  | V  | V  |
| Posizione | 2 | 4 | 3 | 3 | 3 | 2 | 2 | 3 | 3 | 2  | 2  | 2  | 2  | 2  | 2  | 2  | 2  | 2  | 2  | 2  | 2  | 2  | 2  | 2  | 2  | 2  | 2  | 2  | 2  | 2  |

Legenda:

Luogo: C = Casa; T = Trasferta. Risultato: V = Vittoria; N = Pareggio; P = Sconfitta.